# Parents à tout prix
Parents à tout prix (Grounded for Life) est une sitcom américaine en 91 épisodes de 22 minutes, créée par Bill Martin et Mike Schiff, dont seulement 89 épisodes ont été diffusés entre le 10 janvier 2001 et le 3 décembre 2002 sur le réseau FOX et entre le 28 février 2003 et le 28 janvier 2005 sur le réseau The WB.
En France, la série a été diffusée à partir du 29 novembre 2001 sur Comédie+ et du 21 octobre 2002 sur France 2 dans l'émission KD2A puis rediffusée sur France 4 et Gulli et dès le 25 juin 2012 sur AB1. En Belgique, la série est diffusée sur Plug TV et au Québec à partir du 15 février 2005 sur VRAK.TV.

## Synopsis
Le spectacle se déroule dans un quartier irlandais de Staten Island, New York, parle de l’interaction comique d’une famille. Sean et Claudia Finnerty sont mariés et ont trois enfants, une fille et deux fils.

## Distribution

### Acteurs principaux
- Donal Logue (VF : Jean-François Aupied) : Sean Finnerty
- Megyn Price (VF : Michèle Lituac (saisons 1 et 2) puis Nathalie Duverne (saisons 3 à 5)) : Claudia Finnerty (née Bustamente)
- Kevin Corrigan (VF : Stéphane Marais) : Eddie Finnerty
- Lynsey Bartilson (VF : Noémie Orphelin) : Lily Catherine Finnerty
- Griffin Frazen (VF : Brice Ournac (saisons 1 et 2) puis Arthur Pestel (saisons 3 à 5)) : Jimmy Finnerty
- Jake Burbage (en) (VF : Catherine Desplaces) : Henry Finnerty (saisons 1 à 4)
- Bret Harrison (VF : Donald Reignoux) : Bradley « Brad » O'Keefe (récurrent saisons 1 et 2, puis principal)
- Richard Riehle (VF : Jean-Claude Sachot) : Walt Finnerty (principal saisons 1 et 2, puis récurrent)

### Acteurs récurrents
- Miriam Flynn (VF : Nicole Favart) : Sœur Helen (22 épisodes)
- Mike Vogel (VF : Benjamin Pascal) : Dean Piramatti (15 épisodes)
- Gregory Jbara (VF : Olivier Rodier) : Dan O'Keefe (9 épisodes)
- Autumn Reeser : Alison (6 épisodes)

### Invités
- Shannon Woodward : Kristina (saison 1, épisodes 2 et 11)
- Adam Brody : Brian (saison 1, épisode 5 et saison 4, épisode 27)
- Nikki DeLoach : Chissy (saison 1)
- Geoff Stults : le room-service (saison 1, épisode 7)
- Danny Masterson : Vince, le garagiste (saison 2, épisode 1)
- Ashton Kutcher (VF : Tony Marot) : Scott (saison 2, épisode 21)
- Wilmer Valderrama : Eugenio, le chef de gang lors de la course de voiture (saison 3, épisode 2)
- Ashley Tisdale : Leah (saison 3, épisode 5)
- Mila Kunis : Lana (saison 4, épisode 28)
- Arielle Kebbel (VF : Sophie Froissard) : Taya (saison 5)
- Miranda Cosgrove : Jessica (la petite sœur) (saison 5, épisode 5)

 Source et légende : version française (VF) sur RS Doublage et Doublage Séries Database

## Personnages
- Sean Finnerty (Donal Logue) a environ 32 ans. Durant les saisons 1 et 2, il travaille dans le métro en tant qu'électricien, puis, à partir de la saison 3, il achète un bar irlandais, "La Botte Rouge" avec son frère Eddie, et quitte son travail sans le dire à sa femme Claudia. Sean s'est marié à 18 ans avec sa femme, Claudia Bustamente, qu'il a mise enceinte à 17 ans. Ils ont eu trois enfants ensemble : d'abord Lilly, puis Jimmy, Henry et enfin une petite fille nommée Gracie juste à la fin de la saison 5. Sean est connu pour ses coups de gueule réguliers, sa capacité à attirer les ennuis et sa relative difficulté à comprendre sa fille adolescente Lilly. C'est un fan avide de heavy metal : on le voit notamment expliquer à O'Keefe qu'il pleure à chaque fois qu'il écoute le dernier album de AC/DC, ou lorsqu'il joue avec sa toute nouvelle guitare le morceau "Iron Man" de Black Sabbath, ou encore lorsqu'il emmène ses enfants au dernier concert des Ramones ; étant plus jeune, Sean et son frère Eddie avaient un groupe de rock, et ils jouent encore occasionnellement ensemble. Sean est aussi un fan de basket et des New York Knicks. Il fumait de l'herbe étant jeune, et dut l'avouer à sa fille lorsqu'elle trouva dans son placard un vieux sachet qui contenait de la drogue et qu'il détenait depuis qu'il était adolescent.

- Claudia Finnerty (Megyn Price) est d'origine italienne par ses parents. Elle est la plus émotive et la plus calme de la famille ; par ailleurs, elle travaille dans un grand restaurant en tant qu'hôtesse d'accueil. Son père déteste Sean pour avoir, selon lui, gâché la vie de Claudia. Elle essaye d'être toujours proche de ses enfants, sans pouvoir les empêcher de grandir. Elle avoue être dingue de Sean quand ce dernier joue de la guitare, mais doit supporter les éternelles situations embarrassantes et bêtises que Sean et son frère commettent, mais elle pardonne toujours celui-là. Claudia était une fumeuse régulière, mais arrêta après qu'elle découvrit Lilly à cinq ans avec une cigarette ; toutefois, elle rechuta de nombreuses fois (notamment dans l'épisode Une maman enfumée). Son nom de jeune fille est Claudia Bustamente (épisode 15, saison 1).

- Eddie Finnerty (Kevin Corrigan) est le plus jeune frère de Sean. Il est l'éternel "rôdeur" du foyer des Finnerty. Il se met toujours dans des situations rocambolesques, et est le confident des enfants de Sean et Claudia quand ces derniers ne les comprennent pas. Il n'a pas de réel travail (une fois, Sean le fit travailler au métro, mais il se fit renvoyer au bout d'une journée) jusqu'à ce qu'il rachète avec Sean le bar (qui initialement devait être brûlé pour toucher la grosse somme d'argent de l'assurance). Dans la saison 5, Eddie habite dans le sous-sol de la maison de Sean et Claudia. De plus, il est particulièrement proche du fils de Sean, Jimmy, qui est dans la même veine que lui. Dans son adolescence, Eddie était un fan de The Cure et avait adopté le look du chanteur Robert Smith.

- Lilly Finnerty (Lynsey Bartilson) est la plus âgée des enfants de Sean et Claudia ; entre les saisons 1 et 5, elle passe de 14 à 18 ans. Elle fait tourner la tête de ses parents. Lilly est née lors du concert "Live Aid" de Philadelphie, où elle fut mise au monde dans les coulisses du concert avec l'aide de l'un des membres de Run DMC ! L'adolescente, aux traits très "irlandais" avec ses cheveux roux, elle a une relation avec Dean puis tombe amoureuse de son voisin, Brad O'Keefe, qu'elle trouvait des plus ennuyeux au départ. Lilly va à l'école catholique de St. Finnians (tout comme ses deux frères), où elle mène une guerre contre la directrice de l'école, sœur Hélène, qui rend visite assez souvent aux Finnerty à cause de leurs enfants.

- Jimmy Finnerty (Griffin Frazen) est le second enfant de Sean et Claudia ; entre les saisons 1 et 5, il passe de 11 ans à 15 ans. Il est un peu l'incompris de la famille, sauf de son oncle Eddie duquel il est très proche. Jimmy est un peu loufoque : ainsi, on a pu le voir porter des bottes de cowboy, porter un bonnet de rasta, devenir végétarien, ne s'habiller que de noir… C'est en quelque sorte le mouton noir de la famille, qui est souvent mal compris par Sean et Claudia.

- Henry Finnerty (Jake Burbage) est le troisième enfant ; de 9 ans au début de la série, il passe 12 ans à la saison 4. Il disparait ensuite de la série, bien qu'il soit souvent mentionné, à cause du déménagement de l'acteur. Henry est le petit terrible, qui aime embêter son frère et sa sœur. Même Sean et Claudia y passent, comme lorsque Henry trouve une plante de cannabis dans le jardin et accuse son père, ou lorsqu'il jette les pilules de sa mère en croyant qu'il s'agit de la drogue de cette dernière.

- Walt Finnerty (Richard Riehle) est le père de Sean et Eddie, c'est un personnage récurrent de la série pendant les saisons 1 et 2. Il est ensuite moins présent, mais il revient pour l'ultime épisode de la saison 5. Walt est veuf, il est le père ingrat de Sean, qui se trouve souvent dans sa maison. C'est un fervent croyant, qui aime la bière (tout comme Sean et Eddie que l'on voit souvent bière à la main tout au long des 5 saisons) ; il est souvent en désaccord avec Sean et, au goût de ce dernier, défend beaucoup trop Eddie. Mais il n'en reste pas néanmoins un personnage attachant, qui aime faire plaisir à ses petits-enfants. À la fin du dernier épisode de la saison 5, on apprend que Walt attend un bébé avec sa nouvelle compagne.

- Brad O'Keefe (Bret Harrison) apparait de temps à autre durant les saisons 1 et 2. C'est alors le voisin un peu bête éperdument amoureux de Lilly. À la fin de la saison 3, Brad sort avec Lilly ; il a un rôle plus important dans la série à partir de la saison 3. Toujours un peu mateur et porté sur la chose, Brad deviendra vraiment un personnage récurrent de la série.

- Gracie Finnerty n'apparaît qu'au dernier épisode et n'est qu'un nouveau-né. Elle est la dernière née de la tribu Finnerty. Elle devait d'abord s'appeler Rose, mais Sean et Claudia trouvent finalement que cela fait trop penser au film Titanic.

## Épisodes

### Première saison (2001)
1. Une maman sexy (Lily B. Goode) - Sean surprend un garçon en train d'embrasser sa fille Lily dans la voiture. Pris de fureur, il le terrorise publiquement. Lily affirme alors qu'aucun garçon ne la remarque quand sa mère est avec elle...
2. Une chambre de fille (In My Room) - En cherchant des timbres, Sean trouve une fausse carte d'identité dans la chambre de sa fille. Inquiet, il examine son courrier électronique et découvre qu'elle s'apprête à se rendre à une rave.
3. J'y pense et puis j'oublie (I Wanna Be Suspended) - Sean oblige Jimmy à assister à un concert des Ramones avec toute la famille alors que celui-ci avait des devoirs à finir. Résultat il se fait renvoyer de l'école pour une semaine. Un matin, il a disparu. Où est-il donc passé ?
4. La diablesse en jupe écossaise (Devil with a Plaid Skirt) - Lily est punie par sœur Helen, sous prétexte que sa jupe est jugée trop courte. Sean part en croisade contre cette injustice évidente et réclame l'aide de Tim, ancien flirt de Claudia devenu prêtre.
5. Difficile d'être un bon père (Action Mountain High) - Claudia rentre après avoir laissé Sean seul quelques jours avec les enfants et retrouve Lily barricadée dans sa chambre. Une violente dispute a éclaté entre Sean et Lily en son absence, car celle-ci a menti à son père sur la planning de sa soirée.
6. Ne prenez pas vos désirs pour des réalités (You Can't Always Get What You Want) - Le père de Sean et d'Eddie leur donnent à chacun une part de l'héritage de leur mère. Eddie part à la Nouvelle Orléans réaliser son rêve et en revient changé. Sean, quant à lui, veut acheter un nouveau chauffe-eau pour la famille, mais craque pour une guitare assez onéreuse. Quant à sa fille Lily, elle fait des pieds et des mains pour que ses parents la fassent partir aux sports d'hiver avec sa classe...
7. Un week-end entre filles (Like a Virgin) - Pendant que les garçons regardent un match de baseball à la télé, Lily et sa mère partent en week-end dans le New Jersey. Mais quelques heures plus tard, Lily rentre toute seule en taxi à la maison après s'être disputée avec Claudia...
8. Apprenti coiffeur (Devil's Haircut) - Claudia demande à Sean d'emmener Henry chez le coiffeur, mais ils y arrivent après la fermeture. Il décide de lui couper les cheveux lui-même. Le résultat est bien sûr un carnage et Sean, afin d’expliquer cette catastrophe, affirme à Claudia que Tony, le coiffeur, était ivre...
9. Eddie le terrible (Eddie's Dead) - Lina, une amie de Claudia, est désespérée : son mari la trompe avec sa propre sœur. Eddie veut faire la connaissance de la belle désespérée, mais Sean s'y oppose. Walt ne comprend pas pourquoi Sean refuse d'aider son frère alors celui-ci commence à raconter à son père les mésaventures d'Eddie le terrible !
10. Toi si je t'attrape (Catch Us If You Can) - Claudia organise un enterrement de vie de fille à la maison pendant que les hommes assistent à un match de baseball des Yankees. Le retour des garçons est catastrophique : ils sont poursuivis par une bande de supporters furieux. Claudia a peur que leur arrivée gâche sa soirée surtout quand un agent de police sonne à la porte...
11. Jimmy s'en va en guerre (Jimmy's Got a Gun) - Pour l'anniversaire de Jimmy, son grand-père lui offre une carabine à air comprimé. Ses parents trouvent que c'est un jouet dangereux, mais Sean n'ose pas la lui confisquer car Jimmy en est fou et il ne veut pas passer pour le méchant père...
12. Vacances à Cancun (Jimmy Was Kung-Fu Fighting) - Sean et Claudia travaillent dur pour s'offrir des vacances à Cancun, mais ils n'ont plus le temps de s'occuper des enfants qui accumulent les bêtises...
13. Tricher n'est pas jouer (Loser) - Sean a forcé la main à Henry pour qu'il joue au football ensemble, mais c'est un très mauvais joueur. Sean arbitre un match et fait gagner l'équipe de son fils, les Pionniers en arrêtant le match une quarantaine de secondes avant la fin. Son fils, plus que fier d'avoir gagné, devient méprisant envers ses adversaires et les traite de tous les noms. La semaine suivante, Sean tente de rectifier le tir, mais il est bien puni ! Lily, quant à elle, flashe sur le vendeur de hot-dogs du stade mais est-il aussi gentil qu'elle le croit ?
14. Une fille canon (Mrs Finnerty, You've Got a Lovely Daughter) - Lily est désespérée car elle et ses amies ont été huées par le public du spectacle de fin d'année. Sean a passé un marché avec sœur Helen qui commence à lui coûter cher...
15. Révélations (Love Child) - Lily surprend une conversation entre ses parents et découvre qu'elle était déjà née avant leur mariage. Or, ceux-ci ont toujours prétendu le contraire. Claudia et Sean tente de lui en expliquer les raisons...

### Deuxième saison (2001-2002)
1. La Voiture volée (Baby, You Can't Drive My Car) - La voiture de Sean et Claudia a été volée. Après bien des hésitations, Sean accepte de faire une fausse déclaration à l'assurance afin d'en racheter une neuve. Claudia s'aperçoit que les doubles des clés ont disparu. Elle s'apprête à appeler la police mais certaines personnes de son entourage l'en dissuadent... Eddy
2. L'Homme de ses rêves (Dream On) - Claudia déclare à Sean qu'elle a fait un rêve douteux concernant Eddie. Sous le choc, Sean en parle avec son frère, qui pense que Claudia doit s'ennuyer avec son mari. Sean décide donc d'être plus romantique pour rompre la monotonie.
3. Rien que pour vos yeux (Don't Let Me Download) - En surfant sur internet à la recherche de résultats sportifs, Sean clique par hasard sur des photos érotiques. Claudia croit qu'il s'agit de Jimmy et Sean se garde bien de la détromper...
4. Sortez couverts (Rubber Sold) - Sean ne peut s'empêcher de donner quelques conseils à Brad pour le réconforter, car celui-ci est persuadé que Lily le déteste. Peu de temps après, Sean le croise en train, de toute évidence, d'acheter des préservatifs dans une pharmacie...
5. Le batteur voudrait frapper (Bang on a Drum) - Sean et Eddie doivent jouer pour le mariage de Lina mais il leur manque un batteur. Claudia doit faire preuve de diplomatie...
6. Une maman enfumée (Smoke on the Daughter) - Sean réalise que Claudia s'est remise à fumer et ça le rend furieux. Il l'est encore plus quand il apprend le chantage que Lily faisait à sa mère pour son silence...
7. Père Noël contre père Noël (I Saw Daddy Hitting Santa Claus) - Henry est en colère contre son père qui s'est disputé avec le Père Noël qui n'est d'autre que Walt. Sean décide de le remplacer car il refuse de se réconcilier avec lui...
8. Henry et la Chose (Let's Talk About Sex, Henry) - Claudia et Sean se retrouvent à faire l'amour sur le lit de Jimmy. Henry les surprend et Jimmy refuse d'y dormir. Lily l'incite à profiter de la situation pour réparer son 'traumatisme'. Sean explique la Chose à Henry qui raconte son aventure à tout le monde...
9. La Jalousie d'un fils (Is She Really Going Out with Walt?) - Sean et Eddie surprennent leur père avec une femme au bowling. Va s'ensuivre quelque stratagème de leur part...
10. Nous sommes une famille (We Are Family) - Il y a des problèmes de plomberies chez les Finnerty. Lily se retrouve obligée d'aller prendre sa douche chez Brad pendant que son père fait appel à l'oncle de Claudia, Sal. Mais Sal pourrait bien être un membre de la mafia et Sean lui doit un service...
11. Un robot et deux homards (Mr Roboto) - Pour son cours de technologie, Jimmy doit fabriquer un robot. Son père s'en mêle et Jimmy récolte un "F". Eddie, quant à lui, rapporte deux beaux homards à la maison, mais il faut les cuisiner à l'insu d'Henry qui s'est pris d'affection pour eux. Lily soupçonne Eddie d'avoir poussé Kelly, titulaire des danseuses, dans un escalier pour qu'elle puisse intégrer l'équipe...
12. Coupure de courant (Don't Fear the Reefer) - En travaillant dans le jardin, Sean provoque une coupure de courant dans tout le quartier. Mais ce qui l'inquiète vraiment, c'est qu'il a surpris sa fille avec de la drogue...
13. La Carte de crédit (Take It to the Limit) - Sean se retrouve en situation gênante quand sa carte de crédit ne passe pas ce qui compromet la fête d'anniversaire de Henry. Lily avoue à sa mère avoir utilisée précédemment la carte pour une urgence...
14. Truquer n'est pas jouer (Eddie Said Knock You Out) - Sean va participer à un match de boxe amical pour une œuvre de charité. Eddie a encore une fois truqué le combat comme il y a cinq ans. Une rumeur court sur l'authenticité de la poitrine de Claudia...
15. Une soirée agitée (Safety Dance) - Lily attend avec impatience d'emmener son petit ami à la soirée de l'école, mais elle apprend que ce sont ses parents qui doivent chaperonner la soirée...
16. L'Ami Paul (Relax!) - En allant au parc d'attraction Action Mountain avec les enfants, Sean et Claudia se retrouve à une manifestation homosexuelle et y croisent un des collègues de travail de Sean...
17. Eddie garde les enfants (The Kids Are Alright) - Claudia et Sean gagnent un concours et partent en vacances à Atlantic City pour se changer les idées. En leur absence, c'est Eddie qui a la garde des enfants....
18. Jurer n'est pas jouer (Swearin' to God) - Poussée à bout par Sean, Sœur Helen se laisse aller à proférer une insulte. Sean décide de profiter de la situation pour la faire chanter...
19. Des ânes et des diamants (Eddie and This Guy with Diamonds) - Lily veut empêcher que se déroule un match de basket-ball joué pas les bonnes sœurs montées sur des ânes. Elle tente de libérer les animaux, mais ces derniers se révèlent être de véritables têtes de mules. Sur les conseils d'Eddie, Sean achète des boucles d'oreilles en diamant, pour Claudia, à un marchand. Durant l'achat a lieu une descente de police...
20. Ma belle famille (I Fought the In-Laws) - Sean passe une semaine de cauchemar durant la visite des parents de Claudia. Il est persuadé que son beau-père le déteste. Claudia essaie de le convaincre du contraire...
21. Bon vent Scott (Dust in the Wind) - Sean et Eddie ont un cousin aventurier qui s'est tué en montagne. Il a demandé que ses cendres soient éparpillées dans la nature. Nos amis doivent subtiliser ses cendres dans l'urne et réaliser un souhait. Mais les choses ne se passent pas toujours comme on le veut...
22. Le Test de grossesse (Oops!… I Did It Again) - En renversant la poubelle de la maison, Sean découvre un test de grossesse déjà utilisé : il n'y a que deux femmes dans la famille. Lily apprend alors les circonstances de sa naissance...

### Troisième saison (2002-2003)
1. Une affaire juteuse (I Didn't Start the Fire) - Sur un coup de tête, Sean abandonne son travail et achète un bar irlandais. Il emmène Claudia fêter cette nouvelle vie, mais celle-ci n'est pas ravie. Surtout lorsqu'elle apprend qu'il s'agit d'un plan d'Eddie...
2. La Décapotable de Lily (Mustang Lily) - Les travaux du pub ont absorbé une grande partie de l'argent de la famille. Claudia supplie Sean de demander de l'aide à son père qui a beaucoup d'argent et "aime" les aider. Sean cède même s'il y perd son âme. Le père de Claudia offre une décapotable rouge à Lily pour narguer Sean. Henri découvre que la petite souris n'existe pas...
3. La botte rouge s'enflamme (Cat Scratch Fever) - Sean engage Nicole comme serveuse dans son bar. Claudia se met en colère en apprenant la nouvelle, car elle et Nicole ne se supportent pas depuis le lycée. Elles finissent par se crêper le chignon et Sean charge Eddie de renvoyer Nicole. Au lieu de le faire, il couche avec elle. Pendant un concert, Lily se déclare à Dean mais à cause de la musique, elle ne sait pas s'il a entendu...
4. Permis et interdit (Drive Me Crazy) - Lily rate son permis pour la seconde fois. Elle ne tarde pas à découvrir que son père lui a sciemment mal appris à conduire par peur de la savoir seule au volant d'une voiture. De son côté, Claudia a du fil à retordre avec ses fils, le jeu vidéo auquel ils jouent est extrêmement violent.
5. La Mauviette (Just Like a Woman) - Sean ne sait pas changer une roue et doit laisser Claudia demander de l'aide. Les garçons le traitent alors de mauviette, ce qui rend Sean malade. Brad a fait croire à tout le monde qu'il avait couché avec Lily et celle-ci est furieuse. Eddie magouille avec des affaires appartenant à Sean...
6. L'Inspecteur en herbe (Henry's Been Working for the Drug Squad) - À l'école, Henry assiste à un cours sur les effets néfastes des drogues. Il est horrifié quand il découvre chez lui un plant de marijuana : le coupable doit payer. Sean a menti à Claudia pour ne pas aller à l'anniversaire de ses beaux-parents...
7. Couper n'est pas jouer (Cuts Like a Knife) - Claudia demande à Sean de se faire faire une vasectomie. Celui-ci se ravise au dernier moment sans l'avouer à Claudia. À force d'être évitée et d'excuses vaseuses, Claudia est convaincue qu'il ne la désire plus...
8. Je réclame votre attention ! (Who Are You?) - Jimmy, qui a toujours été un gentil garçon, commence à donner du fil à retordre à ses parents. Heureusement Eddie est là...
9. La critique est facile (Welcome to the Working Week) - On décide de faire des économies chez les Finnerty. Mais Lily a dévalisé les magasins avec sa carte de crédit et doit dénicher un emploi à mi-temps. Eddie est outré par les critiques du bar publiées dans le journal...
10. Où sont mes lunettes ? (Claudia in Disguise with Glasses) - Claudia décide de porter des lunettes à la place de ses verres de contact et cela met Sean dans tous ses états. C'est bientôt l'anniversaire de Lily et Eddie doit aider Dean à lui trouver un cadeau...
11. Lily passe le cap (Tonight's the Night) - Lily fête son seizième anniversaire. Elle est amoureuse de Dean et décide de perdre sa virginité avec lui. Mais ça ne se passera pas comme prévu...
12. Rose de Shannon (Oh, What a Knight) - Sean rejoint l'ordre des chevaliers « d'Hibernia » pour que Lily puisse participer à un concours de beauté...
13. Une fiancée pour Grand-Père (Part Time Lover) - Walt perd son travail et se retrouve de plus en plus souvent à la maison au désespoir de Lily qui a besoin d'intimité...

### Quatrième saison (2003-2004)
Elle a été diffusée à partir du 5 septembre 2003 sur The WB.
1. Tout le monde le savait… [1/2] (Your Father Should Know - Part 1) - Le père de Brad crie sur tous les toits que Lily et Brad ont passé la nuit ensemble. Lorsque celui-ci se blesse accidentellement, tout le monde pense que c'est Sean qui a perdu son sang-froid...
2. Tout le monde le savait… [2/2] (Your Father Should Know - Part 2) - Sean est très irritable envers le père de Brad. Claudia lui fait remarquer et décide d'inviter Brad et ses parents à dîner pour que Sean fasse la paix avec M. O'Keefe, mais le dîner se passe très mal...
3. Strip-tease et conséquences (All the Young Nudes) - Sean et Eddie décident de faire appel aux services de strip-teaseuses pour attirer la clientèle et augmenter leur marge. Mais ils ne tardent pas à rencontrer des problèmes avec l'association des parents d'élèves. Lily doit rompre officiellement avec Dean...
4. Le Redresseur de torts (I Right the Wrongs) - Brad est triste de savoir que Lily se sent mal à l'aise lorsqu'elle est vue en public avec lui. Sean lui vient en aide en lui organisant un relooking. Mais il réussit seulement à le faire exclure de son école, ce qui engendre une nouvelle confrontation avec Sœur Helen... Eddie, quant à lui, a besoin de l'aide de Claudia à cause d'un choix malavisé pour le bar...
5. Révélations laborieuses (I Just Paid to Say I Love You) - Brad aimerait emmener Lily en week-end romantique à New York, mais ses projets vont tomber à l'eau. Un animal a pénétré dans la maison à cause d'une fenêtre cassée par Eddie...
6. L'Oncle Jack (S.A.T. and Sympathy) - Lily et Brad commencent à se faire du souci au sujet de leur examen de fin d'enseignement secondaire. Claudia décide d'en faire une sorte de compétition... Parallèlement, Sean recueille un SDF pour inculquer à Henry la compassion.
7. Et moi, et moi et moi (Pay You Back with Interest) - Eddie décide d'acheter une voiture électrique pour impressionner une fille. Brad est mal à l'aise en découvrant que Lily arbore un tatouage avec le nom de Dean. La jeune fille essaie de convaincre ses parents de payer l'opération consistant à effacer le fameux tatouage...
8. Mauvaise Conduite (Ticket to Ride) - Après une nuit de fête, Lily se réveille avec un affreux mal au crâne, sa voiture garée juste devant la porte et aucun souvenir de la façon dont elle est arrivée jusque là. Pour lui donner une bonne leçon, Sean et Claudia décident de vendre sa voiture et passent un pacte avec elle, elle les appellera pour qu'ils viennent la chercher si la situation se représente. Furieuse d'avoir perdu sa voiture, Lily s'amuse à leurs dépens : chaque soir, elle téléphone à ses parents en prétendant avoir trop bu, simplement pour qu'ils la ramènent à la maison...
9. Du poil sous les bras (Smells Like Teen Spirit) - Sean fait la morale à Henry et Jimmy qui se moque d'un SDF. Claudia décide de s'inscrire aux tests que Lily et Brad doivent passer. En entrant sans prévenir dans la salle de bains, Brad découvre Claudia nue. Tout le monde l'apprend et Sean et Lily sont furieux...
10. Un charmant photographe (Baby Come Back) - On propose à Claudia d'être mannequin pour un photographe de mode ce qui rend Sean fou de jalousie. Ivre de rage, elle quitte la maison laissant à la charge de Sean sa réunion pour des produits de beauté...
11. La Main dans le sac ! (Been Caught Stealing) - Alors qu'ils arrivent au bar, Sean et Eddie constatent qu'ils ont été victimes d'un cambriolage. L'enquête pour trouver le coupable promet d'être compliquée...
12. Révisions nocturnes ((She's Got) Kegs) - Claudia demande à Sean de garder les enfants un soir, car elle doit aller réviser avec d'autres étudiants dans une résidence universitaire. Mais Sean doit aller voir les Sex Pistols en concert. Brad et Lily préparent leur exposé de sciences, mais Lily laisse Brad en plan pour aller à une fête dans une résidence universitaire. Lily est stupéfaite d'y croiser sa mère. Eddie garde les enfants avec son garde du corps, qui va jouer les baby-sitter. Mais Raul n'est pas quelqu'un de commode...
13. Rira bien qui rira le dernier (My Ex-Boyfriend's Back) - Lily est ulcérée par la facilité avec laquelle son ex-petit ami semble tourner la page... Eddie utilise des informations concernant la vie privée de Sean et Claudia...
14. Messages téléphoniques (Communication Breakdown) - Sean oublie de transmettre à Claudia un message très important de son professeur. Jimmy détourne la facture de téléphone pour dissimuler ses appels.
15. L'Anniversaire de mariage (All Apologies) - Durant une escapade romantique à l'hôtel, Claudia et Sean regardent un film X. Ils sont très surpris de découvrir que le décor du film n'est rien d'autre que leur propre maison !
16. Massage à domicile (I Think We're Alone Now) - Sean et Claudia tentent de profiter d'une maison vide afin de passer un petit moment romantique en tête à tête.
17. Le Serment d'abstinence (Can't Get Next to You) - Lily, Brad et Jimmy ont fait vœu d'abstinence à l'école. Brad demande alors à Lily de l'épouser et Jimmy rejette tout de qui lui rappelle le sexe. Pendant ce temps, Walt révèle qu'Eddie est né gaucher...
18. La Trahison de Dan O'Keefe (Racketman) - Connie est fière de Dan car celui-ci prend des cours de tennis depuis deux ans et il est classé. Sean organise une partie contre lui. Il le bat à plate couture alors que lui-même ne joue pas très bien. Connie s'aperçoit que les prétendus cours du tennis du samedi n'étaient qu'une excuse et qu'il a une maîtresse. Claudia décide de mettre fin au doudou de Jimmy.
19. Joyeux Anniversaire Brad (Me and Mrs O) - C'est l'anniversaire de Brad. Les Finnerty organisent une fête en son honneur. La mère de Brad, Connie, séduit Eddie. Claudia a invité Connie et de son côté Sean a invité Dan. Leur plan est de tenter par la communication de les réconcilier...
20. La Photo de famille (Tombstone Blues) - La famille se prépare pour la traditionnelle photo de famille. À cette occasion, on évoque la mémoire de la mère de Sean et Eddie. Eddie se pose des questions existentielles. Il décide d'essayer de donner un sens à sa vie. Il envisage de fonder une famille.
21. Des photos compromettantes (Pictures of Willy) - Eddie a une nouvelle petite amie qui s'appelle Hope. Le jour où il rencontre son ex, il s'inquiète car il craint que cette dernière ne fasse circuler des photos compromettantes le concernant. Il essaie donc de persuader Sean de l'aider à pénétrer dans l'appartement de son ex afin de voler les clichés.
22. La St-Patrick (It's Hard to be a Saint in the City) - Sean espère que la fête de la Saint Patrick va être fructueuse, car Claudia lui a donné un ultimatum. Brad élabore un char représentant Saint Patrick destiné à la troupe de danse de l'école afin de défiler lors de la parade.
23. Une éducation à revoir (Beat on the Brat) - Henry a un nouveau copain d'école dont les parents ont des méthodes d'éducation pour le moins différentes de celles de Sean et Claudia. Eddie a une nouvelle petite amie qui n'a pas la même religion que lui. Et Jimmy nourrit quelque espoir avec Ashley...
24. Le Plagiat (The Cheat Is On) - Claudia a un F à son examen de littérature, elle a triché en copiant le devoir de sa fille. Elle-même avait caché à ses parents que le fameux A+, était en réalité un devoir acheté sur Internet. Claudia ne veut pas avouer à sa fille qu'elle a triché, dans le but de conserver sa crédibilité et son autorité parentale.
25. Une mystérieuse opération (You're So Vain) - Tony, le père de Claudia vient passer quelques jours chez sa fille  et lui apprend qu'il doit subir une opération sur laquelle il ne veut donner aucun détail. Sean finit cependant par découvrir qu'il s'agit de liposuccion. Sean est ravi de pouvoir lui rembourser la somme rondelette qu'il lui doit. Eddie est convoqué par le service des impôts pour un contrôle fiscal. Tony lui propose son aide...
26. Haute Tension (Pressure Drop) - Sean souffre d'hypertension. Claudia décide donc de le protéger de toutes formes de stress. Elle s'occupe de tous les problèmes de la famille, en prenant soin de tout cacher à son mari. Or, elle se retrouve vite dépassée par les événements.
27. À la recherche d'un emploi (Get a Job) - Lily n'est pas trop enthousiaste quant au nouveau boulot de Brad, qui l'occupe à plein temps. Walt a du mal à trouver un emploi. Pour l'aider, Sean et Eddie lui offrent un job au bar, mais très vite, ils estiment qu'il s'y impose trop. Jimmy vit une période critique et trouve que sa mère est trop envahissante.
28. Le Camp de l'espace (Space Camp Oddity) - Lily fait des plans pour l'été. Elle veut passer ses vacances avec Brad, mais celui-ci se montre nostalgique de ses vacances passées au camp de l'espace. Lily fait la connaissance de «Lana», l'ex de Brad dans ce camp d'été. Tout le monde pensait que Brad avait «inventé» cette fille. Hope, la petite amie d'Eddie, confie un secret à Claudia qui le chuchote aussi vite à Sean...

### Cinquième saison (2004-2005)
Elle a été diffusée à partir du 17 septembre 2004 sur The WB.
1. L'Heure de vérité (The Policy of Truth) - Trois semaines après le départ de Brad au Camp de l'Espace, Lily est persuadée qu'il la trompe avec Lana et décide de se venger en draguant Joey, un serveur qui travaille dans son café préféré. Après un appel du médecin, Sean est persuadé que Claudia est de nouveau enceinte. Jimmy lui veut partir sur la route pour une nouvelle vie.
2. Sean fait une couvade (Man, I Feel Like a Woman) - Sean est nerveux face à la venue du nouveau bébé. Après que Hope ait laissé tombé Eddie, il décide de ressortir avec Fey, une ex, mais ils entretiennent une relation particulière. Après qu'ils se sont trompés mutuellement, Brad et Lily rompent mais décident de rester amis mais avec un petit plus. Jimmy tente de séduire la nouvelle voisine en se mettant au sport.
3. C'est à moi de le dire (One Is the Loneliest Number) - Sean ne supporte pas Fey et est persuadé qu'elle essaye d'éloigner son frère de lui. Brad sort avec Taya, et Lily pour le rendre jaloux ressort avec Joey. Jimmy quant à lui, essaye de conquérir Taya.
4. Les Faux Pas (Day Tripper) - Eddie s'est fait expulser de chez lui et vit maintenant dans le sous-sol de Sean et Claudia mais il enchaîne les faux-pas. Claudia en fait beaucoup trop et ne délaisse pas assez de tâche ménagère à Sean qui lui demande de se ménager pour le futur bébé. Lily devient de plus en plus jalouse de Brad et Taya.
5. Jouer n'est pas gagner (You Better You Bet) - Eddy donne un tuyau à Sean sur un jeu de poker et celui-ci gagne plus de 1 500 dollars qu'il va utiliser pour s'acheter une télé qui va créer des tensions entre lui et Claudia. Lily a la charge d'une petite sœur attitrée pendant quelques jours, Jessica, mais tout ne va pas se passer comme prévu...
6. Fille ou Garçon (Psycho Therapy) - Sean apprend le sexe de l'enfant mais Claudia ne veut pas être au courant. Eddie commence à devenir dépressif et va voir un psychanalyste. Lily et Brad se présentent aux élections du Président des élèves, et quand pour gagner Brad écrit un excellent programme, Lily humilie Brad en public en parlant de choses privées.
7. Travailler c'est du boulot ! (I'm Looking Through You)
8. Anatomus mon ami (Mystery Dance)
9. Belle, belle, belle (Do Ya Think I'm Sexy?)
10. Tom Sawyer (Tom Sawyer)
11. L'Association de propriétaires (The Letters)
12. La Folie douce (Crazy)
13. Hello, goodbye (Hello, Goodbye)

## Remarques
- Les épisodes fonctionnent souvent par « flashback » : ce sont les différents événements qui précèdent le début de l'épisode.
- Dans le premier épisode de la saison 4, Eddie appelle Henry et Jimmy « Monsieur Bleu » et « Monsieur Jaune » en référence au film de Quentin Tarantino Reservoir Dogs.
- Dans le dixième épisode de la quatrième saison, Eddie se fait passer pour Neil Armstrong pour coucher avec une fille. Barney Stinson fait la même chose dans le 19e épisode de la cinquième saison de How I Met Your Mother.
- Ashton Kutcher, Mila Kunis, Wilmer Valderrama et Danny Masterson, les quatre acteurs principaux de la série That '70s Show, ont chacun fait une apparition dans la série. De son côté, Lynsey Bartilson est apparue dans l'épisode 1 de la saison 2 de That '70s Show. C'est elle qui rend les clés de la voiture que Red Forman a vendue.
- Les titres originaux des épisodes font référence à des chansons mondialement connues de The Clash, The Beatles, David Bowie et bien d'autres.
- L'actrice Megyn Price (l'interprète de Claudia Finnerty) donna à son propre bébé le nom de Gracie (c'est-à-dire le nom que son personnage a choisi pour son enfant).